# Аскольдова могила (роман)
«Аско́льдова моги́ла. По́весть времён Влади́мира Пе́рвого» — исторический роман в трёх частях Михаила Загоскина, написанный в 1833 году и впервые вышедший отдельным изданием в том же году в Москве.
В своём третьем историческом романе Загоскин обратился к временам княжения Владимира Святославича; противостояние язычества и христианства переплетается в нём с династическим конфликтом.
Произведение романтическое, с заметным влиянием «готики», основанное в большей степени на преданиях, чем на исторических фактах, «Аскольдова могила», по свидетельствам современников, была прохладно встречена в литературных кругах, где в это время уже утверждался реализм. Широкая читательская аудитория эту строгую оценку не разделяла: в XIX и особенно в начале XX века «Аскольдова могила» переиздавалась неоднократно, находит своего читателя и в наши дни.
В 1835 году на основе своего романа Загоскин написал либретто для одноимённой оперы Алексея Верстовского, восторженно принятой современниками, не забытой и в наше время, в чём есть заслуга и писателя.

## История создания
Михаил Загоскин был уже автором многих сочинений, когда роман «Юрий Милославский, или Русские в 1612 году» принёс ему наконец всеобщее признание. «…Все, — писал Сергей Аксаков, — обратились к Загоскину: знакомые и незнакомые; знать, власти, дворянство и купечество, учёные и литераторы — обратились со всеми знаками уважения, с восторженными похвалами…».
От писателя ждали новых исторических романов, но опубликованный в 1831 году «Рославлев, или Русские в 1812 году», по свидетельству С. Аксакова, был встречен уже не столь восторженно, вызвал немало споров. Так, А. Пушкин в том же году взялся за сочинение собственного «Рославлева» — в противовес Загоскину.
Третий, написанный в 1833 году роман «Аскольдова могила», имел, как пишет С. Аксаков, «гораздо менее успеха, чем „Рославлев“». Историк Юрий Беляев полагает, что речь идёт скорее о восприятии этих романов в литературной среде: количество их переизданий свидетельствует о том, что Россия читала Загоскина. Это признавал и Виссарион Белинский: «Появление каждого нового романа г. З. — праздник для российской публики. […] Публика не хочет и знать, что говорит о нём критика: она знает его сама, а на критику смотрит, как на непризванного судью в чужом семейном доме». Разочарование литературных кругов имело более общие причины — охлаждение к самому жанру исторического романа, как явлению романтизма; проза на современную тематику в это время уже тяготела к реализму и психологизму; романы Загоскина этим новым требованиям не отвечали.

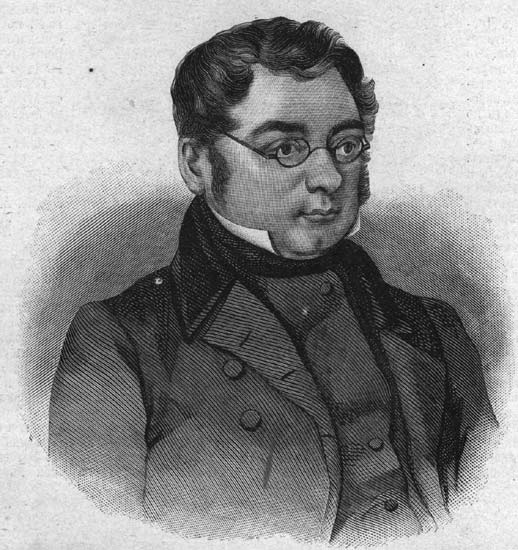
Михаил Загоскин. Гравированный портрет из журнала «Нива»

Обращение писателя к истории России было обусловлено, с одной стороны, увлечением образованного общества исторической прозой, прежде всего романами Вальтера Скотта, а с другой — возрастающим интересом к собственному прошлому, в том числе к истории Древней Руси. Ещё в 1810 году была опубликована незавершённая повесть М. Муравьёва «Оскольд», в 1828 году А. Бестужев написал повесть «Роман и Ольга», а К. Батюшков в 1832-м — повесть «Предслава и Добрыня». Загоскин в своём третьем романе вновь обратился к одной из тех эпох, с которых, по его словам, «начинается как бы новое существование народов в их политическом и нравственном бытии». Кроме того, как признавался сам автор, ему захотелось погрузиться в те далёкие времена Руси, «когда в дремучих лесах её перекликались лешие и раздавался хохот хитрых русалок; когда в бурные осенние ночи, на вершине Кучинской горы, собирались колдуны, оборотни и злые ведьмы или, купаясь в утреннем тумане, резвились меж собой вертлявые кикиморы, и грозный Бука, на сивом коне своём, носился по лесам и долам…».

### Историческая основа
В «Аскольдовой могиле» Загоскин обратился к временам слишком отдалённым, слишком мало изученным, чтобы написать действительно исторический роман. Писатель предвидел упрёки в исторической недостоверности его повествования и в первой главе романа писал: «Пусть называют мой рассказ баснею: там, где безмолвствует история, где вымысел сливается с истиною, довольно одного предания для того, кто не ищет славы дееписателя, а желает только забавлять русских рассказами о древнем их отечестве».
События, о которых рассказывается в романе, отнесены автором к 80-м годам X века, к недолгому периоду между захватом Владимиром Киева в 978 году и его крещением, состоявшимся в 987 году. Княжение в Киеве Владимир Святославич начал с того, что устроил рядом со своим двором языческое капище, но, по преданию, христианство в это время уже распространялось на подчинённых Киеву землях; христианки, как считают историки, были и среди жён великого князя.
Помимо Владимира Святославича, в романе есть ещё одно историческое лицо или, по крайней мере, персонаж, имеющий исторический прототип: варяг Буды (или Будый) — в русских источниках он именуется Блудом. Согласно летописной традиции, он был дядькой («кормильцем») и воеводой киевского князя Ярополка Святославича, но изменил ему, предоставив Владимиру возможность в 978 году убить старшего брата, — это единственный почерпнутый в летописях факт биографии одного из главных героев романа. В «Аскольдовой могиле» это персонаж без имени, автор называет его «неизвестным» и «незнакомым», но в главе 3 второй части романа «незнакомый» рассказывает, как, будучи приближённым и любимцем Ярополка, отдал его в руки Владимира, — сознаётся в том самом деянии, которое летописцы приписывают Блуду.
По версии В. Н. Татищева, Блуд был убит Владимиром за то, что предал своего государя, Ярополка, однако летописи утверждают, что в 1018 году он был ещё жив, и называют его пестуном Ярослава. В образе «неизвестного» соединились обе версии: Владимир не убил его, но проклял; у Загоскина великий князь и убийство Ярополка приписывает «гнусному предателю Блуду».

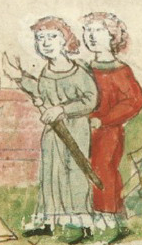
Аскольд и Дир (Радзивилловская летопись)

Есть в романе ещё один персонаж, которого некоторые исследователи считают историческим лицом: верховный жрец Перунова капища Богомил, прозванный Соловьём за своё сладкоречие. Татищев, ссылаясь на Иоакимовскую летопись, упоминает его в связи с крещением Новгорода; Загоскин ввёл Богомила в свой роман с тем же прозвищем и в эпилоге даже отождествил его с былинным Соловьём-разбойником.
На основной конфликт романа — противостояние христианства и язычества — накладывается династический конфликт. У Загоскина «неизвестным» в его борьбе против Владимира движет желание восстановить историческую справедливость: династию Рюриковичей он считает незаконной. Как сообщает «Повесть временных лет», правители Киева Аскольд и Дир, бывшие дружинники новгородского князя Рюрика, в 882 году были убиты Олегом, пожелавшим присоединить город к своим владениям. По преданию, сохранённому летописцем, Аскольд был убит и похоронен на Угорской горе близ Киева. Считалось, что во время своего похода на Византию Аскольд принял христианство, потому и на могиле его некто Ольма позже построил церковь Святого Николы. По этой же причине у Загоскина члены киевской христианской общины тайно собираются по ночам у Аскольдовой могилы, на развалинах церкви.
Важное место в романе занимает эпизод, заимствованный автором у Н. Карамзина и присутствующий в «Повести временных лет», — «жертвоприношение» христиан Феодора и его сына Иоанна, которых Русская православная церковь считает первыми христианскими мучениками на Руси.

### Цензура
По свидетельству С. Аксакова, «благочестивые» читатели ценили «Аскольдову могилу» выше всех прочих сочинений Загоскина как роман, посвящённый борьбе христианства с язычеством. Тем не менее при публикации романа автор столкнулся с цензурными проблемами. Нарекания вызвало описание неправедной жизни Владимира до крещения, заимствованное писателем в «Истории государства Российского» Н. Карамзина и в русских летописях.
Известный цензор А. В. Никитенко сообщал, что «плохой роман» Загоскина подвергся разбору московских цензоров, которые нашли в сочинении «что-то о Владимире Равноапостольном» и сочли, что роман подлежит рассмотрению духовной цензуры, которая «вконец растерзала бедную книгу». Загоскин обратился за помощью к шефу Отдельного корпуса жандармов А. Х. Бенкендорфу и получил разрешение на публикацию, правда, «с исключением некоторых мест». После чего, рассказывал Никитенко, к Бенкендорфу обратился обер-прокурор Святейшего Синода «с жалобою на богомерзкий роман Загоскина».
Митрополит Московский Филарет усмотрел в романе «такое смешение предметов священных и светских, от которого нельзя не опасаться соблазна». Не всем понравился и образ Неизвестного: в 1850 году, по случаю переиздания романа, один из цензоров писал в Московский цензурный комитет: многое, что было терпимо 17 лет назад, теперь не может быть одобрено. «Буйные речи Неизвестного, — считал цензор, — будут для многих камнем преткновения и соблазна».
Несмотря на протест духовной цензуры, роман «с исключением некоторых мест» был всё-таки издан в Москве в 1833 году в типографии Н. Степанова.

## Сюжет
В рыбацкой деревушке на берегу Днепра близ Киева появляется Неизвестный. Он прославляет времена «законных князей» Аскольда и Дира и пытается настроить рыбаков против князя Владимира.
Восемнадцать лет назад этот человек прятал в лесу правнука Аскольда; но ребёнка похитили приближённые Святослава, и теперь он разыскивает среди дружинников Владимира молодого человека, не знающего ни отца, ни матери и носящего на шее золотую гривну, — желая свергнуть Владимира и посадить на киевский стол «законного наследника».
Неизвестный обращается за помощью к Богомилу, верховному жрецу Перунова капища. Однако жрец не знает, что для него выгоднее — помочь Неизвестному в его розысках и, следовательно, в борьбе с Владимиром, который всё больше отвращается от Перуна, или выдать заговорщика князю. Богомил знает обладателя золотой гривны с надписью «Аскольд, князь Киевский», но не сообщает об этом Неизвестному, а дружинника, ни во что его не посвящая, жрец давно убедил никому не показывать амулет и не рассказывать о нём. Он и Неизвестного убеждает в том, что гривной, скорее всего, завладел кто-нибудь ещё при похищении ребёнка.

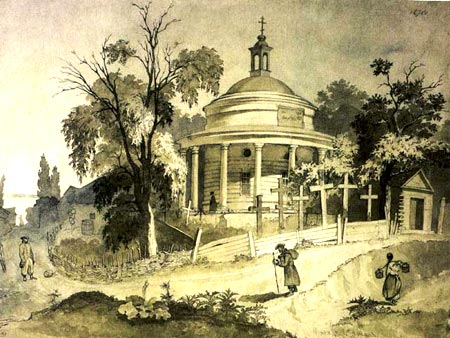
Т. Г. Шевченко. «Аскольдова могила». 1846 год. Акварель

Молодой дружинник, княжеский отрок Всеслав влюбляется в дочь дровосека, живущую в глухом лесу недалеко от Киева. Её молитвы у могилы матери воскрешают в юноше детские воспоминания о княгине Ольге, в доме которой он недолгое время жил. Своими переживаниями Всеслав делится с другом детства, княжеским стремянным Стемидом: оба сироты, они выросли в доме Малуши, матери Владимира.
Сведения, собранные его помощником Торопом, убеждают Неизвестного в том, что Всеслав и есть правнук Аскольда. Он сообщает об этом дружиннику, как и о своём намерении передать ему киевский стол; но княжеский отрок не хочет восставать против Владимира, ему ненавистна измена. В то время как возлюбленная Всеслава, Надежда, вместе со своим отцом, Алексеем, возглавляющим местную христианскую общину, пытается обратить дружинника в свою веру, Неизвестный стремится пробудить в нём честолюбие и властолюбие.
Чтобы убедить Владимира и «многих нечестивых граждан киевских» в величии Перуна, Богомил решает принести в жертву божеству малолетнего сына христианина Феодора. Отец и сын погибают; страшное зрелище окончательно отвращает Всеслава от язычества. Он раскрывает Алексею тайну своего рождения; иерей в разговоре с Неизвестным обещает донести о его замыслах Владимиру, полагая это «долгом каждого русского». Неизвестный убивает Алексея.
По наущению Неизвестного, желающего настроить Всеслава против князя, ключник Вышата похищает Надежду для утех Владимира. Пытаясь спасти невесту, Всеслав убивает одного из дружинников и вынужден скрываться от княжеского гнева. Ему удаётся с помощью Торопа вызволить Надежду из Предиславина, где томятся наложницы князя, но Вышата высылает за беглецами погоню.
Тороп приводит Всеслава и Надежду на берег Днепра, к разрушенной церкви, где их ожидает единственный человек, который может спасти, — Неизвестный со своим челноком. Из развалин выбегает Стемид; приняв его за посланца Вышаты, Неизвестный, защищая Всеслава, смертельно ранит стремянного — и обнаруживает на его груди золотую гривну. Потеряв всякий интерес к княжескому отроку, Неизвестный уплывает прочь, увозя с собой Торопа и мёртвого Стемида; Всеслав и Надежда, преследуемые Вышатой, бросаются с высокого утёса в Днепр.

## Основные персонажи
Критики отмечают, что некоторые второстепенные персонажи, прежде всего Тороп Голован и дружинник Фрелаф, удались автору лучше, чем главные герои, недостаточно прописанные.

Изображение Владимира Святославича на его серебрянике, прорись

Владимир Святославич. Великий князь впервые появляется в романе только в главе 4 третьей части; его образ в большей степени складывается из рассказов других персонажей, свидетельствующих главным образом о его распутной жизни, необузданном нраве, жестокости и мстительности. Между тем Богомила беспокоят разочарование князя в языческих богах и его излишне лояльное отношение к христианам. «Чудесная метаморфоза» происходит, когда юноша-христианин Дулеб, чья невеста была похищена для княжеских утех, ценою собственной жизни спасает Владимира на охоте. Встреча с Дулебом, его обличения и вместе с тем прощение меняют отношение князя к христианам.
Неизвестный (также «незнакомый» и «незнакомец»). «Колоссального роста мужчина, лет сорока пяти, с окладистою русою бородою». Дед Неизвестного был приближённым Аскольда; как сообщает в романе Богомил, этот человек «взял на себя клятвенное обещание, не выполненное ни отцом его, ни дедом: воздать злом за зло, кровью за кровь». Этой цели Неизвестный посвятил всю свою жизнь, у него нет ни дома, ни жены, ни детей. Рано умершая внучка Аскольда поручила Неизвестному заботу о своём малолетнем сыне; он называет себя Веремидом — именем отца Аскольдова правнука, потому что подлинное его имя «проклято всеми народами». Он жил у печенегов и подружился с их князем, сумел склонить на свою сторону императора Византии. При этом, утверждает Неизвестный, он не желает зла своим согражданам, и правнук Аскольда, как человек, который может княжить по праву, нужен ему в том числе и для предотвращения безначалия и междоусобия.
Всеслав. 22-летний дружинник, отважный и искусный воин, любимый отрок Владимира; предубеждённый против христиан, он не находит удовлетворения и в языческой вере. Встреча с Надеждой, общение с её отцом постепенно изменяют характер и мировоззрение Всеслава. «Поставив в центр романа ищущего героя, — пишет литературовед А. Шохина, — Загоскин заставляет силы добра и зла бороться за обладание его душой».
Надежда. Девушка-христианка, дочь руководителя киевской христианской общины Алексея. Исследователи считают, что глухой лес, в котором Надежда живёт уединённо, не участвуя ни в каких девичьих забавах, — романтическая «модель мироустройства с идиллическим типом пространства». В своём лесу Надежда и Алексей обретают гармонию, атмосферу «духовного благополучия и христианской любви к ближнему».
Алексей. Иерей; в прошлом воевода Ярополка по имени Варяжко, теперь он зарабатывает на жизнь рубкой дров для киевлян. По описанию автора, Алексей имеет «величественный и вместе кроткий вид старца»; с седой бородой до пояса, со взором добрым и простосердечным — это, считают исследователи, идеализированный национально-религиозный характер. Хотя он далеко не главный герой романа, именно Алексей в «Аскольдовой могиле» противопоставлен князю-язычнику и княжескому окружению.
Богомил. Верховный жрец Перунова капища по прозвищу Соловей, главный в романе борец с христианством. В минуту отчаяния он готов был убить Владимира как вероотступника; торгуясь с Неизвестным, требует, в случае победы противников князя, смерти всех христиан, неохотно соглашаясь на простое изгнание. Живёт Богомил в мрачном здании на вершине Кучинской горы; молодым дружинникам князя рассказывает, как христиане, собираясь по ночам у Аскольдовой могилы, едят малых детей и пьют человеческую кровь, творят такие страшные дела, что даже киевские ведьмы обходят это место стороной. В народе он славится своим обжорством и скаредностью: «сам ест за десятерых, а домочадцев своих морит голодом».
Тороп Голован. Гудошник, «что хотите: сказочку ли сказать, песенку ли сложить — на всё горазд». Человек небольшого роста, но с огромной головой, за что и прозван Голованом. У него были, пишет Загоскин, «красные и раздутые… щёки, небольшие прищуренные глаза, рот, который почти соединял оба уха, круглый, вздёрнутый кверху нос, и вдобавок какая-то простосердечная и в то же время лукавая улыбка, от которой нос кривился в одну сторону, а рот в другую…». Этот плутоватый персонаж в романе, в отличие от оперы Верстовского, отнюдь не воплощает доброе начало, являясь орудием воли Неизвестного. Тем не менее С. Аксаков считал, что именно Тороп особенно удался Загоскину: «Какая бездна неистощимой весёлости, сметливости, находчивости и русского остроумия!»
Стемид. Стремянный князя, «молодой человек приятной наружности», верный и в службе, и в дружбе. Со Всеславом его связывает общее детство — сначала в доме княгини Ольги, затем на попечении её ключницы Малуши. По свидетельству Богомила, дружинники неразлучны как братья. Истинный язычник, непоколебимо верящий в леших, русалок и прочую нечисть, Стемид любит Всеслава, но не понимает; его душевные терзания и даже любовь Стемид и себе, и другу объясняет происками нечистой силы.
Фрелаф. Княжеский дружинник, варяжский витязь, «детина» с красным носом и рыжими усами, он не играет сколько-нибудь важной роли в развитии сюжета, но оказался одним из наиболее ярких персонажей романа. Ю. Беляеву этот персонаж напомнил шекспировского Фальстафа: такой же трусливый и хвастливый, герой лишь в застольных попойках, он так же щедро одарён красноречием.

## Художественные особенности. Критика

В. Ф. Тимм. «Аскольдова могила в Киеве». Литография, 1862 год

Юрий Беляев отмечает некоторую старомодность романа: в нём ещё чувствуются «элементы оссиановского, мрачного колорита, присущего предромантической манере и стилю раннего романтизма». «Аскольдова могила» — роман тайн, в котором сказалось и юношеское увлечение Загоскина «готической» прозой Анны Радклиф, в России до Вальтера Скотта самого популярного автора. В написанной годом позже, в 1834 году, повести «Вечер на Хопре» Загоскин признавался: «Не могу описать, какое неизъяснимое наслаждение чувствую я всякий раз, когда слушаю повесть, от которой волосы на голове моей становятся дыбом, сердце замирает и мороз подирает по коже».
Другой источник влияния не менее очевиден — историческими романами Вальтера Скотта зачитывалась вся Россия. За ним следовал Загоскин и в разработке характеров своих персонажей: как и у английского романиста, второстепенные персонажи в «Аскольдовой могиле» оказались прописаны лучше, чем главные герои. Так, Фрелаф, по мнению Ю. Беляева, «делает более разнообразной, более „разноцветной“ психологическую палитру романа с её излишне контрастной чёрно-белой гаммой». С. Аксаков особо отмечал Торопа Голована; в целом достаточно критически оценивая роман, он писал: «Но в сценах народных, принимая их в современном значении, в создании личности весельчака, сказочника, песельника и балагура, Торопки Голована, дарование Загоскина явилось не только с тою же силой, но даже с бо́льшим блеском, чем в прежних сочинениях».
Анастасия Шохина считает, что определённое влияние на «Аскольдову могилу» оказал и упомянутый Загоскиным в «Рославлеве» роман Софи Коттен «Матильда». Как и у Коттен, в «Аскольдовой могиле» центральным событием становится встреча девушки-христианки с приверженцем иной веры, который в конце концов склоняется к христианству. Как и в «Матильде», у Загоскина властитель похищает героиню, а влюблённый юноша освобождает её. И оба романа заканчиваются трагически.
С. Аксаков, сравнивая «Аскольдову могилу» с предыдущими историческими романами писателя, признавал, что Загоскин и здесь проявил уже высоко оценённый публикой талант сочинителя, но заметил, что это романтическое произведение разочаровало не только поклонников нарождающегося реализма, но и тех, кто ценил в Загоскине автора исторических романов, — недостатком «местного и современного эпохе колорита», который вообще трудно воссоздать, обращаясь к эпохе столь отдалённой.
Сведений о быте русского народа в дохристианскую эпоху почти не сохранилось, что побудило Загоскина обратиться к древнерусской литературе и фольклору, ввести в ткань романа сцены народных празднеств, использовать саги, сказки (о Звениславе, о Словене и Волхве) и песни (в частности, песню о Вадиме Новгородском). А. Шохина отмечает и зависимость «Аскольдовой могилы» от «Слова о полку Игореве». В самой структуре романа автор стремился передать дух былинного эпоса, и последнюю главу «Аскольдовой могилы» завершает своеобразный эпилог: после крещения дружинники Владимира плывут на север, в Новгородскую землю — Илья Муромец готовится к битве с Соловьём-разбойником. Такая компенсация недостатка исторических сведений удовлетворила не всех; В. Белинский, похваливший в своё время «Юрия Милославского», писал: «„Аскольдова могила“ была могилою славы автора как исторического романиста; он сам это увидел и утешился тем, что из плохого романа сделал плохое либретто для хорошей оперы». Н. Котляревский считал роман «не чем иным, как романтической балладой со всем традиционным инвентарём мнимонародных аксессуаров». В начале XX века историк П. Головачёв отмечал, что с современной точки зрения историческая и бытовая обстановка романа «просто бутафория».
Вообще же в произведениях Загоскина многих современников отталкивали политические воззрения автора, созвучные теории официальной народности, — его верноподданнические убеждения, идеализация старины, проявившаяся и в «Аскольдовой могиле», и, как выразился библиограф А. Круглый, «пламенный „патриотизм“ известного пошиба, которым проникнуты его романы». Так, С. Аксаков, отметив в романе множество мелодраматических эффектов, утверждал, что как любовное, так и политическое содержание «Аскольдовой могилы» вряд ли могло возбуждать сочувствие в читателе. «Особенно, — писал Аксаков, — никого не удовлетворило окончание, развязка повести; происшествия слишком спутаны, натянуты, рассказаны торопливо, как-то сокращённо». К тому же самоубийство молодых героев, Надежды и Всеслава, не согласуется с духом христианской веры: это не мученическая кончина. Вместе с тем критик считал, что «все сцены, в духе христианском написанные, прекрасны и так искренни, что их нельзя читать без сердечного сочувствия».

## Либретто
То, что было плохо для русской литературы середины 1830-х годов, — откровенно романтический характер «Аскольдовой могилы» — оказалось кстати для романтической оперы: драматически напряжённые ситуации романа для сцены подходили как нельзя лучше, и в 1835 году Загоскин написал либретто для одноимённой оперы Алексея Верстовского.

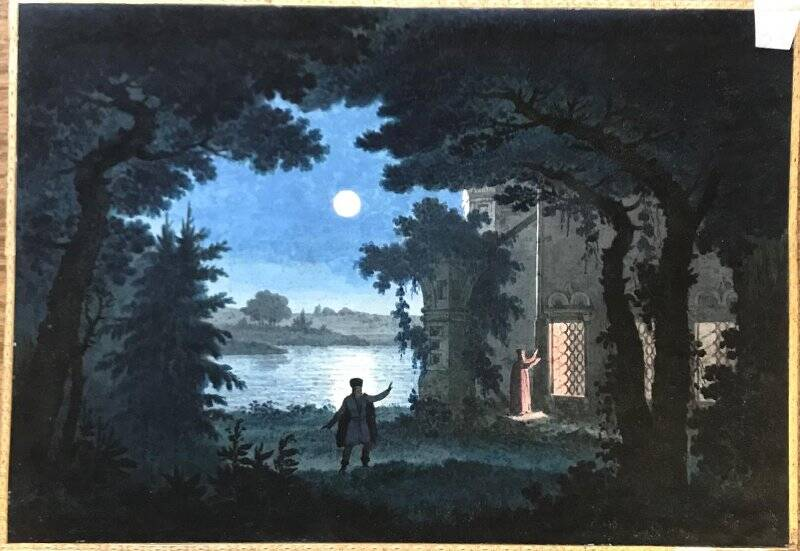
К. О. Браун. Эскиз декорации. Москва, Большой Петровский театр, 1835 год

В либретто многое пришлось изменить, отчасти по цензурным соображениям: причисленный к лику святых Владимир не мог быть даже упомянут на сцене, и действие пришлось перенести во времена князя Святослава Игоревича. Соответственно, и основной политической линией стало не противостояние христианства и язычества (хотя и оно в опере присутствует), а борьба государственнических устремлений с феодальными усобицами. Алексей, отец Надежды, превратился в «старого рыбака», а в образе Неизвестного воплотились силы, противостоявшие единству Руси; получился характер ещё более загадочный и противоречивый: если в романе Неизвестный сам был варягом, то в опере он ненавидит варягов, которыми окружил себя князь, любит Русь, но Русь «дедов и отцов», в которой варяги играли не меньшую роль, чем при Святославе. Трагический финал романа в либретто был заменён счастливой развязкой: князь прощает Всеславу убийство дружинника и разрешает ему жениться на христианке; Неизвестный, спасаясь бегством в бурю, гибнет в волнах Днепра.
Опера, по свидетельству Аксакова, имела исключительный успех; спустя 20 лет после премьеры он писал: «зрители не могут наслушаться и насмотреться на неё». Вплоть до начала XX века она не сходила со сцены, некоторым казалось даже, что и роман был бы давно забыт, если бы не опера Верстовского. И хотя успех любой оперы зависит прежде всего от музыки, в данном случае, считал Аксаков, автор либретто «отчасти разделяет торжество с сочинителем музыки». По воспоминаниям В. В. Ястребцева, в 1894 году Николай Римский-Корсаков говорил ему, что считает сюжет «Аскольдовой могилы» настолько хорошим, что «за него не грех было бы взяться и современному композитору», и даже предположил: «кто знает, не возьмусь ли я сам когда-нибудь за него!»

## Издания
- Загоскин М. Н. Аскольдова могила. Повесть времён Владимира Первого. — М.: Тип. Н. Степанова, 1833.
- Загоскин М. Н. Аскольдова могила. Повесть времён Владимира Первого/ 2-е изд. [Печ. с изд. 1833 г.]. — М.: Тип. В. Готье, 1853.
- Загоскин М. Н. Аскольдова могила. Повесть времён Владимира Первого/ Ист. роман : В 3 ч. — 5-е изд. — М.: Типо-лит. «Рус. т-ва печ. и изд. дела», 1895. — 271 с.
- Загоскин М. Н. Аскольдова могила. Повесть времён Владимира Первого. — СПб., М.: Т-во М. О. Вольф, 1898. — 285 с.
- Загоскин М. Н. Аскольдова могила. Повесть времён Владимира Первого. — СПб., М.: Т-во М. О. Вольф, 1902. — 336 с.
- Загоскин М. Н. Аскольдова могила. Повесть времён Владимира Первого. — М.: И. А. Морозов, 1902. — 292 с.
- Загоскин М. Н. Аскольдова могила. Повесть времён Владимира Первого : С рис. — М.: М. В. Клюкин, 1902. — 351 с.
- Загоскин М. Н. Аскольдова могила. Повесть времён Владимира Первого [С рис. худож. В. Н. Пчёлина]. — М.: Т-во И. Д. Сытина, 1902. — 197 с.
- Загоскин М. Н. Аскольдова могила. Повесть времён Владимира Первого. — СПб.: А. С. Суворин, 1902. — 455 с. — (Дешёвая библиотека).
- Загоскин М. Н. Аскольдова могила. Повесть времён Владимира Первого : С рис. 2-е изд. — М.: М. В. Клюкин, 1911. — 296 с.
- Загоскин М. Н. Аскольдова могила. Повесть времён Владимира Первого. — СПб.: Скл. изд. у Н. И. Холмушина, 1912. — 384 с.
- Загоскин М. Н. Аскольдова могила. Повесть времён Владимира Первого. — Петроград: Скл. изд. у Н. И. Холмушина, 1915. — 304 с.
- Загоскин М. Н. Аскольдова могила. Повесть времён Владимира Первого : С рис. 3-е изд. — М.: М. В. Клюкин, 1915. — 294 с.
- Загоскин М. Н. Аскольдова могила. Повесть времён Владимира Первого. — М.: «Воин и пахарь», 1915. — 247 с. — (Бесплатное приложение к журналу «Воин и пахарь». Вып. 11, 12, 13, 14).
- Загоскин М. Н. Аскольдова могила. Повесть времён Владимира Первого. — Собрание сочинений М. Н. Загоскина. — М.: Тип. т-ва И. Д. Сытина, 1918. — Т. 2. — 276 с.
- Загоскин М. Н. Аскольдова могила / Сост., вступ. ст. и комм. Ю. А. Беляева. — М.: Современник, 1989. — 638 с. — ISBN 5-270-00464-X.
- Загоскин М. Н. Аскольдова могила. Юрий Милославский. — М.: Фирма «Кронос», 1994. — 541 с. — ISBN 5-88063-007-2.
- Загоскин М. Н. Аскольдова могила. Повесть времён Владимира Первого. — М.: Сибирская Благозвонница, 2011. — 423 с. — ISBN 978-5-91362-363-8.
- Загоскин М. Н. Аскольдова могила. — М.: Вече, 2014. — 411 с. — ISBN 978-5-4444-2385-1.